# Пантелеенко, Фёдор Иванович
Пантелеенко, Федор Иванович- белорусский металлург, член-корреспондент НАН Белоруссии.

## Биография
Родился в 1950 году в деревне Крюковичи Калиновского района Гомельской области. В 1972 году закончил Белорусский политехнический институт. В 1992 году защитил диссертацию на звание доктора технических наук. С 1998 года первый проректор Белорусского политехнического института.
Внёс вклад в изучение самофлюсующихся порошков, композиционных материалов,  защитных покрытий и восстановительных материалов.
Член-корреспондент НАН Беларуси с 2004 года.  Специалист по порошковой металлургии. Член редколлегии журнала "Литьё и металлургия", Горная механика и машиностроение, вестника Кузбасского государственного технологического университета.
Заведующий НИЛ сварки, родственных технологий и неразрушающего контроля. заведующий кафедрой сварки, порошковой металлургии и технологии материалов.

## Награды
- Знак Почета
- Заслуженный деятель науки Республики Беларусь.

## Сочинения
- Методология оценки состояния материала ответственных металлоконструкций / Ф. И. Пантелеенко. — Минск : БНТУ, 2010. — 194 с.
- Самофлюсующиеся порошки и износостойкие покрытия из них / Ф. И. Пантелеенко. — Минск, 1991. — 58 с.
- Восстановление деталей машин. М.: Машиностроение, 2003 (совм. с В.П. Лялякиным, В.П. Ивановым, В.М. Константиновым).
- Закономерности электронно-лучевого воздействия на борсодержащие материалы и принципы оптимизации электронно-лучевого оборудования и технологий упрочнения и восстановления. Полоцк: ПГУ, 2005. (в соавт.).